# Alvis Leonides

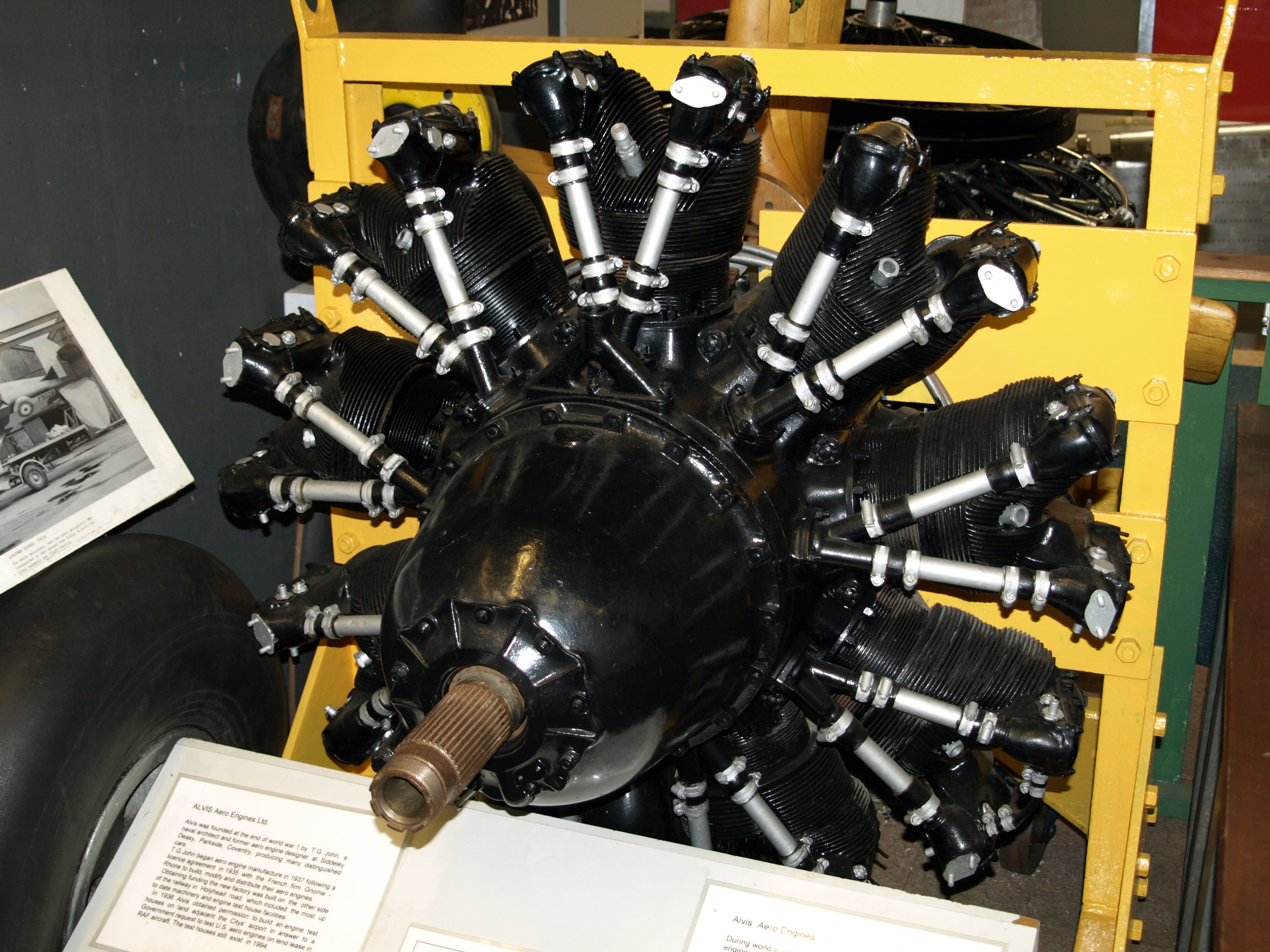
Alvis Leonides

De Alvis Leonides was een vliegtuigmotor, gebouwd door Alvis Ltd. uit Coventry. Het was een stermotor met negen cilinders, die zowel voor lichte vliegtuigen met vaste vleugels als voor helikopters beschikbaar was.
Het eerste prototype liep in december 1936 en produceerde 415 pk. Voor de Tweede Wereldoorlog werden er nog geen vliegtuigen met deze motoren geleverd. Gedurende de oorlog lag de ontwikkeling vrijwel stil; na de oorlog werd ze verdergezet met een Airspeed Oxford en Airspeed Consul als testvliegtuigen. De eerste productieversies (Series 500 en 510 voor vliegtuigen en 520 voor helikopters) hadden een vermogen van 500 pk.
Het eerste vliegtuig dat in productie ging met Alvis Leonides-motoren was de Percival Prince. De Leonides werd ook gekozen voor de Cunliffe-Owen Concordia, een klein verkeersvliegtuig waarvan slechts twee exemplaren zijn gebouwd. Verder werden de Prestwick Pioneer (en diens opvolger Scottish Aviation Pioneer 2), Percival Provost en Percival Pembroke ermee uitgerust. Vanaf 1959 bouwde Alvis de krachtigere 530-serie met 650 pk, waarmee de Scottish Aviation Twin Pioneer vloog.
De helikoptervariant werd voor het eerst gebruikt in de Westland Dragonfly, wat een onder licentie gebouwde Sikorsky S-51 was, en nadien in de Bristol 171 Sycamore. De motor werd ook gebruikt in de Westland Widgeon en de Fairey Gyrodyne.
De allereerste praktische hovercraft, de Saunders-Roe SR.N1 die debuteerde in 1959, werd aangedreven door een Alvis Leonides.
De Alvis Leonides Major was een variant met veertien cilinders in twee rijen, die vanaf 1951 werd geproduceerd. Deze krachtbron werd gebruikt in de Handley Page Herald en een aantal versies van de Westland Whirlwind-helikopter.
De productie van de Leonides werd gestaakt in 1967, toen Alvis opging in British Leyland.